# Hermann Fernau
Hermann Fernau (eigentlich Hermann Latt) (* 1883 oder 1884 in Breslau; † 1935) war ein deutscher Rechtsanwalt, Pazifist, Übersetzer und Journalist.

## Leben
Hermann Fernau wurde als Sohn jüdischer Eltern in Breslau geboren. Über seinen Bildungsweg ist bisher nichts bekannt. Seit 1905 lebte er als freier Schriftsteller und Journalist in Paris. Er war ein überzeugter Pazifist und Verehrer der französischen Kultur. Er schrieb z. B. in der von Alfred Hermann Fried herausgegebenen „Friedens-Warte“ 1912, dass die Menschen der dritten Republik „immer häufiger von den Wohltaten des Friedens“ sprächen. Fernau verfolgte aufmerksam die Julikrise 1914 und war überzeugt von der deutschen Kriegsschuld ohne Wenn und Aber. Fernau konnte als einziger Deutscher in Paris bis Mai 1915 schreiben und arbeiten. Dann wurde er nach Basel ausgewiesen.
Am 3. Mai 1916 meldete er sich in Zürich an. In der Schweiz schloss er sich der deutschen pazifistischen Exilbewegung an. In seinen Büchern und Zeitungsartikeln nahm er Stellung gegen den Krieg und setzte sich für die Abschaffung der preußischen Monarchie ein. Fernau schrieb u. a. für die Die Freie Zeitung, agitierte für die Idee eines Völkerbundes und setzte sich nach Beendigung des Ersten Weltkrieges für eine Bestrafung Deutschlands als Hauptschuldigen ein. 1920 verfasste er Artikel für „Die Weltbühne“ von Siegfried Jacobsohn. Dort schrieb er: „Denn in der Geschichte wird der Name Noske den letzten Versuch symbolisieren, den Geist des alten preußischen Militarismus in die neue Staatsform herüberzuretten“. Über seinen weiteren Lebensweg ist bisher nichts bekannt.
Schon gegen Ende der Weimarer Republik und in der Zeit des Nationalsozialismus wurde Hermann Fernau als amerikanischer Propagandist verunglimpft.

## Werke
- Wie man mit Kindern von der Liebe redet. Eine pädagogische Erzählung. Spohr, Leipzig 1909.[7]
- Edmond Rostands „Chantecler“. In: Bühne und Welt. 12(1909/10)I, S. 485–487.
- Die radikale Partei und die Schule in Frankreich. In: Weltliche Schule. Mitteilungen des Deutschen Bundes für Weltliche Schule und Moralunterricht. (1912) 25, S. 106–108.
- Die weltliche Schule und die Kriminalität in Frankreich. In: Ethische Kultur. Monatsblatt für ethisch-soziale Neugestaltung. 20(1912) 11, S. 81–83.
- Gustave Hervé: Elsaß-Lothringen und die deutsch-französische Verständigung. Aus dem Französischen übersetzt und mein einem Vorwort versehen von Hermann Fernau. Duncker & Humblot, München, Leipzig 1913
- Zur französischen Präsidentenwahl. In: Ethische Kultur. Monatsblatt für ethisch-soziale Neugestaltung. 21(1913) 6, S. 41–42.
- Ein Wort zur franko-deutschen Verständigung. In: Ethische Kultur. Monatsblatt für ethisch-soziale Neugestaltung. 21(1913) 14, S. 105–107.
- Der Sozialismus am Scheideweg. In: Ethische Kultur. Monatsblatt für ethisch-soziale Neugestaltung. 21(1913) 19, S. 145–147.
- Die französische Demokratie, sozialpolitische Studien aus Frankreichs Kulturwerkstatt. Duncker & Humblot, München, Leipzig 1914 Digitalisat
- Eine neue Presse für ein neues Europa. In: Neue Wege. 9/11(1915), S. 531 ff. Digitalisat
- Zur Autonomie Elsass-Lothringens . In: Internationale Rundschau. Band 2, 1915, S. 25–33 ISSN 1424-4071
- P. J. Proudhon über den Krieg. In: März. Halbmonatsschrift für deutsche Kultur 9. (1915) Band IV, S. 21 ff.
- Volk oder Regierung? In: Wissen und Leben. Zürich 1916
- Führt Europa den letzten Krieg? In: Wissen und Leben, Zürich 1916
- Warum liebt man die Deutschen nicht ? In: Die Friedens-Warte. Zürich 1916
- Précisément parce que je suis Allemand ! Èclaircissements sur la question de la culpabilité des Austro-Allemands posée par le livre „J'accuse“. Payot, Lausanne, Paris 1916
- Gerade weil ich Deutscher bin! Eine Klarstellung der in dem Buche „J'accuse“ aufgerollten Schuldfrage. Orell Füßli, Zürich 1916 (Digitalisat)
  - Because I am a German. Edited with an introduction by T.W. Rolleston. Constable, London 1916 Digitalisat
  - Juist omdat ik Duitscher ben Een beschouwing van het boek „J'accuse“ door Hermann Fernau. Geautor. Vertaling met eene voorreede van Frederik van Eeden. van Holkema & Warendorf, Amsterdam 1916
- Durch! … zur Demokratie! Benteli, Bern-Bümpiz 1917 Digitalisat
  - Allemands ! En avant vers la démocratie! traduit de l'allemand par Franck Louis Schoell. Editions Georges Crès, Zürich, Paris 1917
  - The coming democracy. Constable and Co., London 1917 Digitalisat
  - La vérité allemande devant l'histoire. G. Crès, Zürich, Paris 1917 Digitalisat
- Wie deutsche Geschichtsschreiber einst urteilen werden. Benteli, Bern-Bümpiz 1917 (Digitalisat)
- Die „Enthüllungen“ des Prozesses Suchomlinow. Vom Verfasser des Buches „J'accuse!“. Extra Beilage zur „Freien Zeitung“, Bern, 22. September 1917, Nr. 47
- Offener Brief eines Deutschen an Herrn Lenin. In: Journal de Genévé. vom 18. Dezember 1917.
- Die deutsche Republik und der „Simplicissimus“. In: Wissen und Leben. Zürich 1917
- Wie Preussens Verfassung entstand: Studie zum Verständnis des Weltkrieges. In: Wissen und Leben. Zürich 1917
- Das Königtum ist der Krieg! Benteli, Bern-Bümpiz 1918[8]
- Dem neuen Deutschland. Verse eines deutschen Republikaners gewidmet von. Benteli, Bern-Bümpiz 1919